# Battista del Moro
Battista d'Angolo detto del Moro (Verona, 1514 – 1574) è stato un pittore e incisore italiano.

## Biografia

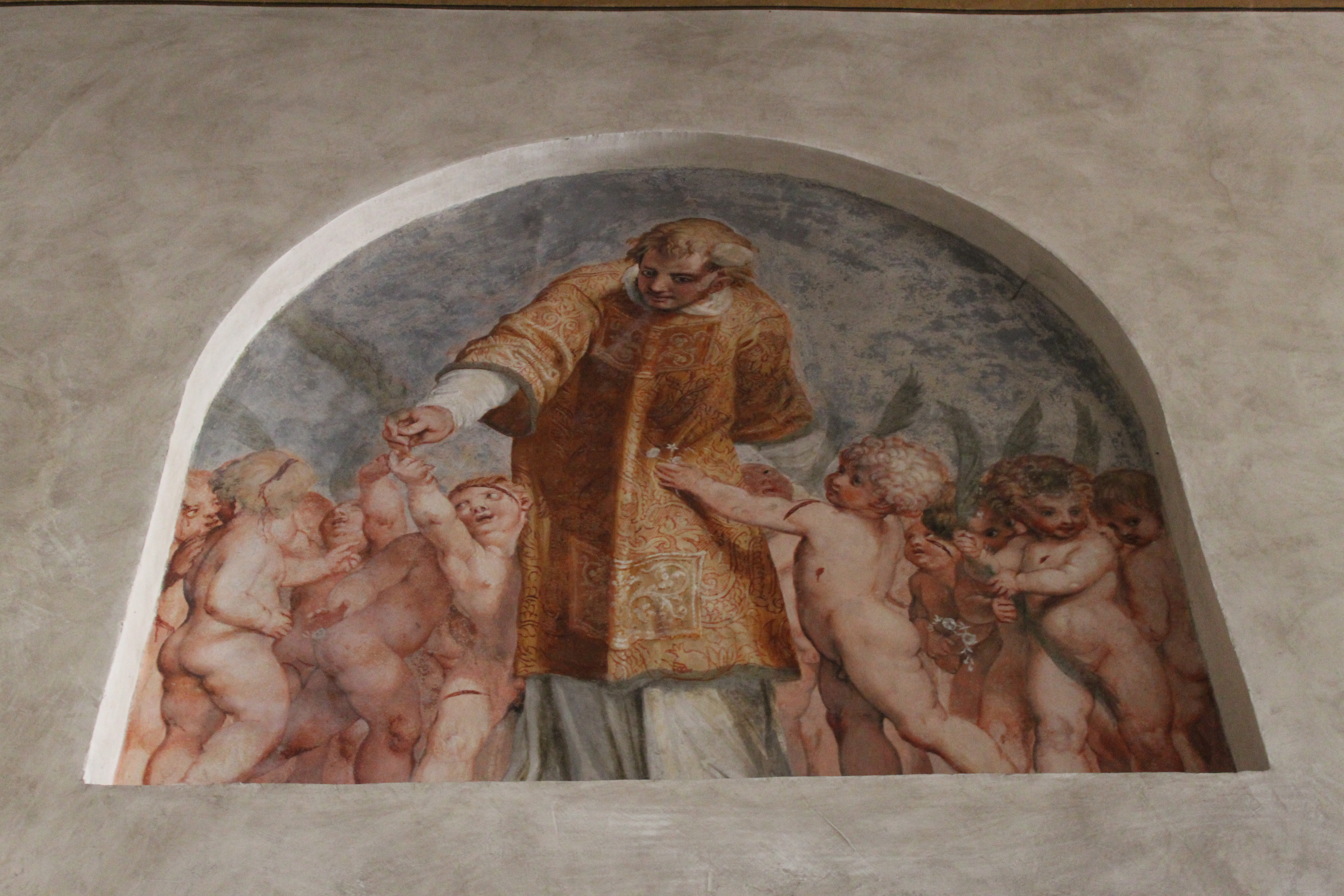
Verona, Santo Stefano, Diaconato di Santo Stefano.

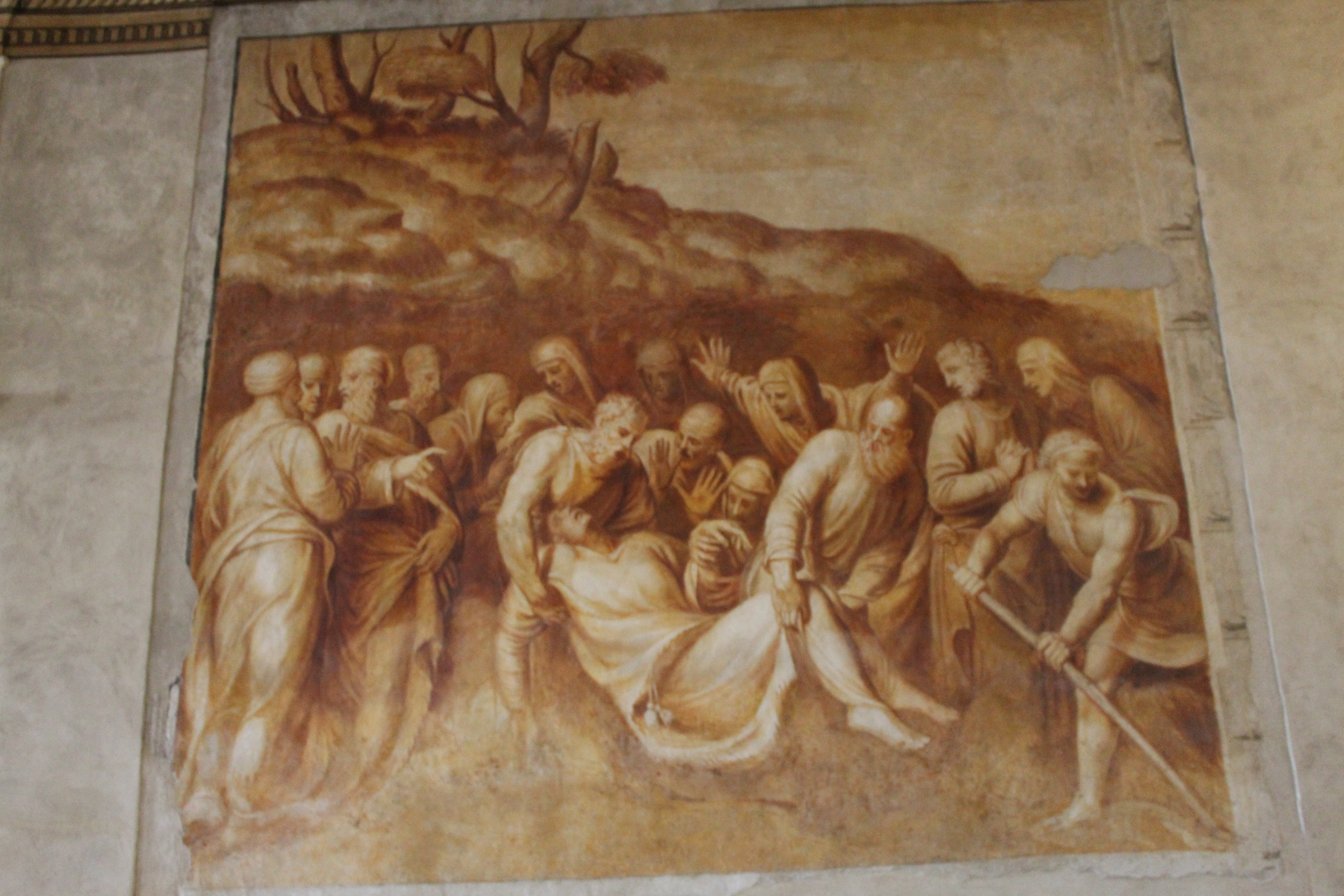
Verona, Santo Stefano, Sepoltura di santo Stefano

Figlio del pittore Altobello d'Angolo, di cui tuttavia non si conoscono opere, orbitò attorno al suocero Francesco Torbido, detto il Moro, da cui prese il soprannome che diverrà poi il cognome di tutta la famiglia, avendone sposato la figlia Margherita attorno al 1534-35. Lavorò al fianco di architetti e pittori come Andrea Palladio, Paolo Veronese, Domenico Brusasorzi, Paolo Farinati e Giovanni Battista Zelotti. Ebbe otto figli, di cui almeno quattro, tra cui Giulio e Marco, furono pittori.
A Verona si trovano sue opere di carattere religioso nelle chiese di San Fermo (San Nicola in gloria tra i Santi Agostino e Antonio abate, Madonna col Bambino e quattro santi), di Sant'Eufemia (San Paolo davanti a Anania), di Santo Stefano (Diaconato di Santo Stefano, Sepoltura di Santo Stefano) e di San Nazaro e Celso (lunette sopra il terzo e il quarto altare a destra e sopra il terzo a sinistra).
Suoi affreschi si trovano anche presso palazzi privati: palazzo Murari-Brà a San Fermo, palazzo Sagramoso a Santa Chiara, palazzo Canossa e palazzo Marogna (finte statue di Flora/Primavera, di Apollo e dell'Inverno).
Altre sue opere sono conservate presso il Museo di Castelvecchio (Deità marine, affreschi; Sansone disperde i Filistei).